# Nemanja Gordić
Nemanja Gordić (nacido el 25 de septiembre de 1988 en Mostar, Bosnia y Herzegovina) es un jugador de baloncesto bosnio que juega de base en el U-BT Cluj-Napoca de la Liga Națională.

## Carrera
Inició su carrera en el montenegrino Buducnost de Podgorica, donde jugó de 2005 a 2010 y ganó cuatro campeonatos nacionales y otras tantas copas.
También jugó dos años en el italiano Lottomatica de Roma, y de allí pasó a comienzos de la temporada de 2012/2013 al Azovmash ucraniano, donde actuó en cuatro partidos y registró una media de 6,8 puntos, 2,8 asistencias y dos rebotes por partido.
Tras pasar por KK Partizan y KK Igokea, firma con el KK Cedevita en 2014.
El 27 de diciembre de 2020, abandona el KK Partizan tras temporada y media, para firmar por el KK Mornar Bar de la Erste Liga.
El 13 de noviembre de 2022, firma por el U-BT Cluj-Napoca de la Liga Națională.

## Clubs
- KK Budućnost Podgorica (2005–2010)
- Lottomatica Roma (2010–2012)
- BC Azovmash (2012)
- KK Partizan (2012–2013)
- KK Igokea (2013–2014)
- KK Cedevita (2014-2016)
- KK Budućnost (2016-2019)
- KK Partizan (2019-2020)
- KK Mornar Bar (2021-2022)
- U-BT Cluj-Napoca (2022-presente)